# Dano Sarrada
"Dano Sarrada" é uma canção da cantora e compositora brasileira Marina Sena, lançada em 23 de novembro de 2023 como quarto single do seu segundo álbum de estúdio, Vício Inerente, através da Sony Music Brasil. A faixa foi escrita por Marina Sena e produzida por Iuri Rio Branco. Também há uma regravação no ritmo de forró, chamada "Dano Sarrada (Remix)" e lançada em parceria com o cantor Japãozin, produzida por Ramon no Beat em 20 de dezembro de 2023. Há uma versão ao vivo da faixa lançada em todas as plataformas digitais em 6 de dezembro de 2023. no EP "Marina Sena - City Sessions (Amazon Music Live)".

## Sobre a faixa
A música é um R&B com atmosfera de trip-hop e batidas de drill possui um instrumental  belíssimo e uma letra cheia de nuances, romantismos e batidas que extraem dela uma energia grande de amor, seja ele próprio ou para a pessoa amada.  Surpreende em diversos momentos, seja no timbre futurístico do sintetizador, no mix das batidas do soul, drill e funk carioca, nos instrumentos distorcidos, ou no simples fato de estar ouvindo Marina Sena cantar “A graça é você comigo, me dano sarrada”. Independente disso, essa primeira faixa é, para ouvintes mais atentos, a mais interessante possível para ser apresentada na introdução.
Marina Sena disse que essa é a sua faixa favorita de seu álbum Vício Inerente.
A versão remix da faixa faz parte da trilha sonora da novela das 9 da Rede Globo, "Mania de Você".

## Lançamento e repercussão
É a primeira faixa do álbum Vício Inerente e foi lançada em 27 de abril de 2023 juntamente com o álbum. Logo no seu primeiro dia de lançamento a música entrou diretamente no top 100 de Spotify Brasil na posição #95 com 246,102 streams e foi a melhor estreia solo da cantora, sendo a faixa com maior debut do álbum. A faixa foi destaque na rede social TikTok em pouco tempo de lançada, ganhando remixes e trends diversificadas com o áudio.
Em 5 de junho de 2023, Marina Sena confirmou antecipadamente o videoclipe para a faixa em uma entrevista ao Papel Pop News, programa no canal de televisão via streaming DiaTV.
No dia 22 de novembro de 2023 Marina Sena divulgou algumas fotos misteriosas em suas redes sociais contendo apenas emojis na legenda. Poucas horas depois do mesmo dia postou dois posters para a divulgação do videoclipe. Em 23 de novembro de 2023, Marina Sena liberou o clipe oficial do single que contém referências diretas ao filme De Olhos Bem Fechados de 1999 por Stanley Kubrick e foi dirigido por Marcelo Jarosz com direção criativa de Vito Soares. O videoclipe possuiu apoio da empresa/marca Magnum.

### Promoção
Em 26 de julho de 2023, a cantora liberou uma versão da performance gravada ao vivo de seu show em Berlim, na Alemanha através do projeto KIHARA da Sony Music.
Em 28 de setembro de 2023, Sena fez seu show do Vício Inerente na terceira edição do festival virtual e internacional de música Suena En TikTok, que foi transmitido pela plataforma. Sena performou sua canção Dano Sarrada e em 28 de dezembro de 2023 liberou a versão no YouTube para ajudar na promoção da música.
Em 4 de outubro de 2023, Sena fez uma performance da canção no projeto City Sessions da Amazon Music e em 5 de dezembro de 2023 lançou em um EP exclusivo chamado "Marina Sena - City Sessions (Amazon Music Live)", que em 21 de março de 2023 foi liberado em todas as outras plataformas digitais como Spotify e YouTube.

## Remixes

### Versão de DJ Brunim XM
Em 16 de agosto de 2023, o DJ e produtor DJ Brunim XM, lançou apenas em seu canal no YouTube, uma versão remixada funk pancadão conhecida como "automotivo" da faixa que se tornou um dos remixes mais famosos e usados de 2023 nas redes sociais, principalmente no TikTok e Instagram. Remix esse que ajudou muito a impulsionar a faixa original que hoje conta com milhões de plays em diversas plataformas como Spotify, YouTube, Apple Music, Deezer, etc.

### Versão remix com Japãozin
Em 20 de dezembro de 2023, Marina Sena e Japãozin lançaram a versão forró da faixa "Dano Sarrada" em todas as plataformas digitais,  com o videoclipe no YouTube, pela gravadora de Marina Sena, Sony Music Brasil, com apoio da gravadora de Japãozin, Sua Música. Essa nova versão foi um sucesso no Nordeste do Brasil durante as comemorações do Natal, Ano-novo e São João, alcançando a posição #92 dentro do top 100 do Spotify Brasil com 307,854 streams. Essa versão também alcançou a posição #83 na Billboard Brasil Hot 100 Japãozin pôs a versão da faixa com Marina Sena em seu álbum intitulado "Diferente de Tudo", lançado pelo Sua Música em 20 de janeiro de 2024.
A canção, que é a faixa favorita de Japãozin do álbum de Marina, havia sido anteriormente lançada somente por Japãozin em 10 de outubro de 2023 em seu álbum intitulado "Fluxo a Milhão", com produção por Ramon no Beat, pelo aplicativo do Sua Música. A versão atraiu os fãs de Sena, a qual é também fã do artista e o convidou para regravarem a faixa juntos e com um videoclipe. 
"Dano Sarrada (Remix)" é parte da trilha sonora da novela Mania de Você, da Globo.

### Versão de Juliette
Em 23 de maio de 2024 a cantora Juliette, amiga de Marina Sena, regravou uma versão forró da canção para o seu segundo álbum ao vivo, São Juão, que foi lançado com produção de Rafinha RSQ, em 13 junho de 2024 em todas as plataformas digitais durante o período de festas juninas, e em 21 de junho de 2024 foi lançado o visual no YouTube. As duas possuem uma colaboração, na música "Quase Não Namoro".

## Composição
A faixa de abertura do álbum, "Dano Sarrada", traz uma espécie de amostra do que se vai ouvir ao longo desse projeto, a canção é o passeio da artista por uma batida de trip-hop, com um refrão eletrônico marcante, a voz carregada de autotune por estética e a batida lenta e sensual que ainda carregam resquícios do som do De Primeira, agora sob uma camada bem mais urbana e experimental com mistura de ritmos em alta ao redor do mundo.

## Recepção da crítica
"Dano Sarrada" recebeu críticas positivas dos especializados e do público, que recomendam a faixa e a enxergam como uma música que descreve o disco, sendo uma das com maior destaque.

## Certificações
Em 5 de abril de 2024, Sena recebeu um quadro de sua gravadora, Sony Music Brasil, contendo as certificações em que as músicas e seu álbum estão elegíveis. O single Dano Sarrada, que é faixa mais viral do álbum, está elegível a receber o certificado de disco platina (+80.000 vendas) no Brasil.

## Performances ao vivo
Em 28 de setembro de 2023, a cantora Marina Sena performou a canção na terceira edição do festival virtual e internacional de música Suena En TikTok. Em 4 de outubro de 2023, Marina Sena fez uma performance da canção no projeto City Sessions da Amazon Music. Em 26 de outubro de 2023, Marina apresentou a faixa no TVZ Cabelinho, Música Multishow. Em 13 de março de 2024, Sena cantou a versão remix da canção no programa de televisão Melhor da Noite da Band. Em 20 de março de 2024, a cantora performou também a versão remixada da faixa no programa de televisão Chega Mais do SBT. Em 4 de maio de 2024 a cantora performou o remix no Caldeirão com Mion, com o Lúcio Mauro Filho no lugar do cantor Japãozin. Em 25 de maio de 2024, no programa Sabadou com Virginia no SBT e YouTube. Também foi apresentada no "Quem Não Pode se Sacode", programa do GNT que é exibido pelo Globoplay.

## Faixas e formatos
| Download digital / streaming / vinil |                |         |  |
| N.º                                  | Título         | Duração |  |
| 1.                                   | "Dano Sarrada" | 3:25    |  |

| Download digital / streaming (remix com Japãozin) |                                       |         |  |
| N.º                                               | Título                                | Duração |  |
| 1.                                                | "Dano Sarrada (Remix)" (com Japãozin) | 2:46    |  |

| Download digital / streaming |                                                    |         |  |
| N.º                          | Título                                             | Duração |  |
| 1.                           | "Dano Sarrada - City Sessions (Amazon Music Live)" | 3:42    |  |

## Histórico de lançamento
| País   | Data                | Formato(s)                 | Gravadora(s)      | Ref.   |
| ------ | ------------------- | -------------------------- | ----------------- | ------ |
| Vários | 27 de abril de 2023 | Download digital streaming | Sony Music Brasil | [ 61 ] |
| Brasil | 10 de julho de 2023 | Vinil                      | Noize Record Club | [ 62 ] |